# 白日 (King Gnuの曲)
「白日」（はくじつ）は、日本のミクスチャー・ロックバンドKing Gnuの楽曲。2019年2月22日にAriola Japanより配信リリースされた。

## 制作とリリース
本曲は坂口健太郎主演の日本テレビ系土曜ドラマ『イノセンス 冤罪弁護士』の主題歌として書き下ろされた。
ドラマのプロデューサーである日本テレビの荻野哲弘は曲を注文するにあたって、次のような依頼をしたという。
『「イノセンス 冤罪弁護士」は、無実なのに罪に問われた方々を救うべく、坂口健太郎さん演じる主人公・黒川拓と仲間たちが奔走するドラマです。例え無罪を勝ち取ったとしても、一度捕まって報道されれば厳しい世間の目に晒され続ける現実が待っています。それでも、未来に向かって前を向いて歩いて欲しいという主人公の祈りにも似た気持ちを楽曲に込めていただきたいとお願いしました。』
King Gnuがドラマの主題歌を務めることが各マスメディアに情報解禁されたのは1月7日のことであった。1月クールから放送されるドラマの主題歌としてのオファーであったため、常田は2018年末から2019年始にかけ、正月休みを返上し、家に1人こもって楽曲を制作した。その間、常田はデモ音源を制作し、1月9日頃にはバンドメンバーを交えて録音が実施された。通常、常田またバンドにおいては曲の制作時、常田自身で曲の全パートを入れたデモをメンバーに渡した上で各メンバーが修正していく手法がとられているものの、「白日」においては曲の納期が差し迫っていたため、レコーディングスタジオ内で曲を詰めていくという方法がとられた。曲は4日ほどスタジオにこもって制作、仕上げられている。
その後、2019年2月22日にAriola Japanよりデジタル・リリースされた。

## 構成と歌詞
「白日」の原曲キーはD♭で、曲のBPMは94である。曲の歌詞について作詞した常田は曲を正月返上で部屋で一人で制作していた状況をもとに『暗い』『エモイ』と表現し、その『エモさ』が曲に入ってきたかもしれないと語っているまた歌詞はドラマの主題歌であることを踏まえ、ドラマの内容に沿って書かれている。歌詞検索サイト『歌詞検索UtaTen』の蓮実あこによると『冤罪をかけた者、かけられた犠牲者、冤罪を晴らすために弁護する冤罪弁護士、三者の心情』が表現されている。またミュージック・ビデオ公開時のInstagramへの投稿において、常田は作詞作曲への影響について次のように語っている。
「去年は地元の友人が2人も立て続けに亡くなったりして生と死を強く意識した年になりました。最近の自分の作詞作曲にはその出来事の影響が強くあります。ずっと避けていた墓参りに行こうと思えたのはこの曲のお陰かもしれません」—常田大希、ミュージック・ビデオ公開時のInstagram上の投稿。

## チャート成績
Billboard JAPANの総合楽曲チャートBillboard Japan Hot 100では、2019年3月4日付のチャートに9位で初登場した。その後ストリーミング数を大きく伸ばし、2020年1月8日付で2位を記録。Billboard Japan Streaming Songsでは2020年1月27日付で1位を獲得し、Official髭男dism「Pretender」によって34週続いていた連続首位記録をストップさせた。2021年4月7日付けでBillboard Japan Streaming Songsにおける累計再生回数は4億回を超えた。2022年3月9日付でBillboard JAPANチャートにおけるストリーミングの累計再生回数が5億回を突破した。これは史上5曲目の快挙となり、King Gnuの楽曲が5億回を突破するのは初となる。また、日本レコード協会の「ダウンロード認定での100万DL」・「ストリーミング認定での5億回再生」をダブル達成したのは、本作を含め史上2例のみである。

## ミュージック・ビデオ
「白日」のミュージック・ビデオは、2019年2月28日にYouTube上で公開された。監督はOSRIN。ロケ地は福島県いわき市に所在するヘレナ国際ホテル。この建物はバブル期に造られた未完成のホテルであり、ぼくのりりっくのぼうよみ「after that」、みやかわくん「略奪」、KANA-BOON「Fighter」、UVERworld「DECIDED」、MONDO GROSSO「惑星タントラ」、LiSA「Thrill, Risk, Heartless」、Suchmos 「A.G.I.T」などのMVでも撮影場所として使用されるなど、撮影施設としてたびたび利用されている。
MV映像は、冒頭のタイトル「白日」の英語表記と最後に表示されるスタッフクレジット、PERIMETRONのロゴを除き、全編にわたって一貫してモノクロあるいはグレイスケールであり、また演奏シーンのみの構成となっている。冒頭24秒はメインボーカルの井口理の横顔のみが映し出され、楽曲の持つ孤独さと物悲しさが表現されている。「戻れないよ、昔のようには」というフレーズを機にビートが刻まれ、他のメンバーも映し出される。映像のアングルは拍に合わせて切り替わっている。ビデオは、バンドのこれまでのビデオ史上のなかでも最もシンプルな作品とされ、ディレクターを務めたOSRINも「今までのMVで一番被写体の力に頼る撮影をしました。シンプルで渋い作品になったと思います」とコメントしている。またビデオ内にはバンドメンバー4人と、サポートメンバーとしてWONKの江﨑文武、SANABAGUN.の大樋祐大、Charlesおよびサンプリエの深澤希実、小室響からなる鍵盤奏者4人、そしてエンジニア1人が出演している。

### 評価
「白日」のミュージック・ビデオは、肯定的な評価を受けている。2019年9月18日に行われたMTVによるミュージックビデオアワード『MTV VMAJ 2019』では、本MVが『最優秀ビデオ賞』『最優秀邦楽新人アーティストビデオ賞』の2部門を受賞した。またMVは肯定的な批評を得ている。ロッキンオンの蜂須賀ちなみは『自身の矛盾を内側に抱えながら、何とか生きていこうとする姿にこそ、人間の美しさは詰まっている。“白日”という楽曲およびそのMVは、それを真っ向から描ききった作品であり、だからこそ私たちの心を掴んで離さないのだろう。』と評している。このMVは商業的成功も収めており、2019年12月11日にはYouTubeにおけるMVの再生回数が1億回を突破した。MVの公開から約9か月半での到達であった。2020年4月24日には2億回を、2022年4月7日には4億回、2024年11月26日には5億回を突破など、今なお視聴され続けている。

## カバー・バージョン
- Uru - シングル『願い』のカップリング[25]。
- 鬼龍院翔 - 通販限定アルバム『うたってきりりんぱ』収録
- 広瀬香美 - アルバム『歌ってみた 歌われてみた』収録。
- 島津亜矢 - アルバム『SINGER 7』収録。
- 榊原優希 - 2022年7月27日発売のアルバム『[Re:collection] HIT SONG cover series feat.voice actors 〜10's-20's EDITION〜』に収録。

## ライブ・パフォーマンス
- 2019年4月26日 - ミュージックステーション
- 2019年11月27日 - 日テレ系音楽の祭典ベストアーティスト2019 [26]
- 2019年12月27日 - テレビ朝日開局60周年記念 ミュージックステーション ウルトラ SUPERLIVE 2019
- 2019年12月31日 - 第70回NHK紅白歌合戦

## 受賞
- MTV VMAJ 2019（2冠）
  - 最優秀ビデオ賞
  - 最優秀邦楽新人アーティストビデオ賞【Best New Artist Video -Japan-】

## チャートと認定

### 週間チャート
| チャート（2020年）                          | 最高 順位 |
| ------------------------------------------- | --------- |
| 日本 (Billboard Japan Hot 100)              | 2         |
| 日本 (Billboard Japan Streaming Songs)      | 1         |
| 日本 (オリコン週間ストリーミングランキング) | 1         |

### 年間チャート
| チャート（2019年）             | 最高 順位 |
| ------------------------------ | --------- |
| 日本 (Billboard Japan Hot 100) | 4         |

### ゴールドディスク認定
| 国/地域     | 認定                                                | 認定/売上数 |
| ----------- | --------------------------------------------------- | ----------- |
| 日本 (RIAJ) | ミリオン - （ダウンロード）                         | 1,000,000*  |
| 日本 (RIAJ) | * 認定のみに基づく売上数 ^ 認定のみに基づく出荷枚数 |             |